# La Malédiction du volcan
Ne doit pas être confondu avec Les Secrets du volcan.
Pour plus de détails, voir Fiche technique et Distribution.
La Malédiction du volcan est un téléfilm franco-belge, tourné à La Réunion et diffusé en 2019.
Ce téléfilm, qui fait  partie de la collection Meurtres à..., est une coproduction d'Eloa Prod, France Télévisions, Be-FILMS et la RTBF (télévision belge).

## Synopsis
À La Réunion, le corps du seul héritier d'un propriétaire terrien, planteur de géraniums, est retrouvé mort dans les rochers. La plupart des policiers étant partis à Mayotte en raison de mouvements sociaux, l'enquête est confiée à Juliette Gentil, officier de police judiciaire de l'île, et à un policier débarqué de la métropole, Zac Bellême. Malgré ses origines réunionnaises, Zac découvre l'île et ses traditions mais aussi les fantômes de l'esclavage qui la hantent encore.

## Fiche technique
- Titre original : La Malédiction du Volcan
- Réalisation : Marwen Abdallah[1]
- Scénario : Sandro Agénor
- Production : France Zobda, Jean-Lou Monthieux
- Sociétés de production : Eloa Prod, France Télévisions, BE-FILMS et RTBF[1]
- Société de distribution : France 3
- Pays d'origine :  France,  Belgique
- Langue originale : français
- Format : couleur
- Genres : fait divers, policier
- Durée : 90 minutes[1]
- Dates de première diffusion :
  -  France :
    - 7 février 2019 au Festival des créations télévisuelles de Luchon,
    - 17 septembre 2019 sur Réunion 1re
    - 21 septembre 2019 sur France 3

  -  Belgique : 16 février 2019 sur La Une
  -  Espagne : 19 mai 2019 sur ETB 2
  -  Suisse : 21 septembre 2019
- Public : tout public

## Distribution
Sauf indication contraire, les informations mentionnées dans cette section peuvent être confirmées par la base de données cinématographiques IMDb,  présente dans la section « Liens externes ».
- Catherine Jacob : Juliette Gentil
- Ambroise Michel : Zaccharia Bellême
- Philippe Caroit : Édouard de Richebourg
- Thierry Desroses : Capitaine Arnaud Lambert
- Marie Denarnaud : Solange Boyer
- France Zobda : Mme Karla
- Delixia Perrine : Mélanie
- Daniel Léocadie : Steeven
- Frank Garrec : Wesley Rawson
- Christelle Richard : Coline Beauséjour
- Martin Lavigne : Bruno de Richebourg
- Lolita Tergemina : la légiste
- Christian Ligdamis : Antoine
- Francis Convert : TIC Richebourg
- Stéphanie Nirlo : réceptionniste hôtel
- Jean-Laurent Faubourg : avocat Mme Karla
- Alex Gador : chauffeur bus
- David Erudel : Ti-Coq
- Rocaya Paillet-Toihiri : mère de Clémence
- Agnès Bertille : Mimi
- Jessé Paviel : propriétaire voiture

## Production
La production a souhaité conserver des phrases en créole réunionnais. Certaines phrases ont cependant été sous-titrées pour la bonne compréhension du téléspectateur.
De nombreux acteurs viennent de La Réunion.

## Tournage
Le tournage a eu lieu en septembre 2018, à La Réunion. Les prises de vues ne renvoient cependant pas à des images touristiques de l'île mais plutôt à la vie quotidienne de la population.

## Accueil critique
Le magazine belge Moustique parle d'un « téléfilm policier sans surprise ». Pour la journaliste ses points forts résident dans le « paysages magnifiques » et la présence de Catherine Jacob : « L'actrice est en grande forme et fait oublier certaines inégalités (de jeu, de scénario) du programme ».

## Audience
- France : 3,542 millions de téléspectateurs (1re diffusion sur France 3, le 21 septembre 2019) (18,3 % de part d'audience)[5]
- France : 5,3 millions de téléspectateurs (2e diffusion sur France 3, le 16 janvier 2021) (22,8 % de part d'audience)[6]